# Раков, Николай Сергеевич
Николай Сергеевич Раков (10 апреля 1943, Красный Яр, Ульяновская область — 11 января 2021, Ульяновск) — советский и российский ботаник, флорист и геоботаник, кандидат биологических наук, доцент, исследователь флоры Среднего Поволжья, Почётный член Русского ботанического общества.

## Биография
В 1965 году окончил химико-биологический факультет Ульяновского государственного педагогического института. Вся дальнейшая биография Николая Сергеевича тесно связана с этим высшим учебным заведением.
Несомненно, определяющее влияние на студента оказал выдающейся естествоиспытатель, основоположник систематического изучения флоры и растительности Ульяновской области Виктор Васильевич Благовещенский, в те годы доцент кафедры ботаники. С первого курса Н. С. Раков активный участник ботанического кружка, первой научной школы студентов. Он принимает участие в кафедральных экспедициях, отвечает за сбор гербария, редактирует рукописный бюллетень «Ботаник».
К пятому курсу не было сомнения, что Николай Сергеевич сложившиеся ботаник, поэтому В. В. Благовещенский принимает его в аспирантуру. За годы обучения в аспирантуре Н. С. Раковым была проделана огромная работа по детальному изучению флоры и растительности Ульяновской области, пройдены многие километры маршрутов, собраны тысячи гербарных лисов и выполнены многочисленные геоботанические описания.
В октябре 1972 года Николай Сергеевич был принят на работу ассистентом на кафедру ботаники, а в 1996 году становится доцентом.
Н. С. Раков описал с территории Ульяновской области два новых для науки вида растений: в 1992 году — ветреничку Коржинского (Anemonoides ×korzhinskyi Saksonov & Rakov) из лесного массива близ села Ундоры Ульяновского района, в 1993 году — льнянку волжскую (Linaria volgensis Rakov & Tzvelev) из урочища Акуловская степь в окрестностях села Калиновка Николаевского района.
В 2009 году Николай Сергеевич Раков зачислен в штат научных сотрудников Института экологии Волжского бассейна РАН, в лабораторию проблем фиторазнообразия. На её базе была выполнена диссертация на соискание учёной степени кандидата биологических наук «Состав, структура и динамика адвентивной флоры Ульяновской области» под руководством С. В. Саксонова. Защитив её в 2012 году, Н. С. Ракову была присуждена учёная степень кандидата биологических наук.

## Избранные труды
- Благовещенский В. В., Пчелкин Ю. А., Раков Н. С., Старикова В. В., Шустов В. С. Определитель растений Среднего Поволжья / отв. ред. В. В. Благовещенский. — Л. : Наука, 1984. — 392 с.
- Благовещенский В. В., Раков Н. С., Шустов В. С. Редкие и исчезающие растения Ульяновской области. — Саратов : Приволж. кн. изд-во, 1989. — 96 с. — ISBN 5-7633-0133-1.
- Благовещенский В. В., Раков Н. С. Конспект флоры высших сосудистых растений Ульяновской области. — Ульяновск : Фил. МГУ, 1994. — 114 с. — (Природа Ульяновской области ; вып. 2).
- Раков Н. С. Флора города Ульяновска и его окрестностей. — Ульяновск : Корпорация технологий продвижения, 2003. — 215 с. — ISBN 5-94655-013-6.
- Раков Н. С., Саксонов С. В. Культивируемые растения Ульяновской области // Фиторазнообразие Восточной Европы. — 2007. — № 4. — С. 64—108. — ISSN 2072-8816.
- Раков Н. С., Саксонов С. В., Сенатор С. А., Васюков В. М. Сосудистые растения Ульяновской области / под ред. Н. Н. Цвелева. — Тольятти : Кассандра, 2014. — 295 с. — (Флора Волжского бассейна ; т. 2). — ISBN 978-5-91687-141-8.